# 袁瓊玲
袁瓊玲（1951年12月4日—），台北市艋舺人，台北醫學大學醫技系畢業，擔任醫檢師。父親袁埏烽為台灣戰後劍道運動主要推手。幼年學過射箭，曾獲得國內比賽青少年組金牌。其後轉學西式擊劍，曾獲國內多項競賽之女子鈍劍個人組金牌。另外，她對美食研究創造有著濃厚熱情。
袁瓊玲長期與兄長袁紹宗共同推展「擊劍韻律」，目前著手編著《台灣擊劍年表》、《油炸性慾》中。

## 主要經歷
- 國立臺灣師大附中擊劍隊義務教練2年。
- 樹林國中擊劍隊義務教練1年。
- 三軍總醫院醫檢師8年。
- 沙烏地阿拉伯國王法德醫院醫檢師7年。
- 元祖食品研發主任、郭元益食品研發主任、頂新國際集團康師傅方便麵研發經理、統一超商OEM廠商媽媽塔食品研發主任、福客多商店商品研發員、台灣茶奶茶品牌研發顧問、果然實業研發經理、無毒之家授課講師。
- 新型三明治包裝袋國際專利取得。

## 主要獎項
- 1963年台灣省射箭錦標賽青少年個人組金牌1次。
- 1970年全國第一屆「劍手盃」擊劍賽女子鈍劍個人組金牌。
- 1971年度台北市「青年盃」擊劍賽女子鈍劍個人組金牌。[1]
- 1972年度台北市「青年盃」擊劍賽女子鈍劍個人組金牌。
- 1973年「全國大專盃」擊劍賽女子鈍劍個人組金牌。（台灣第一次正式使用電器審判器的擊劍比賽，於台中逢甲大學體育館)

## 著作
- 《美味創意快餐車》，明日工作室，ISBN 9867172175，平裝，2005年10月1日